# Talayuela
Talayuela là một đô thị trong tỉnh Cáceres, Extremadura, Tây Ban Nha. Theo điều tra dân số 2006 (INE), đô thị này có dân số là 10432 người.
39°58′B 5°36′T / 39,967°B 5,6°T